# بوئناویستا (ویرجینیا)
بوئناویستا (به انگلیسی: Buena Vista) شهری است در ایالت ویرجینیا از کشور ایالات متحده آمریکا. در سرشماری سال ۲۰۱۰ جمعیت این شهر ۶۶۵۰ بود. .